# Bitwa pod Lubeką
Bitwa pod Lubeką – miała miejsce 6 listopada 1806 roku w Lubece, podczas wojen napoleońskich w czasie wojny z IV koalicją antyfrancuską. Po stronie pruskiej dowodził Gebhard Leberecht von Blücher wspomagany przez flotę szwedzką pod dowództwem Carla Carlssona Mörnera, natomiast po stronie francuskiej Marszałkowie Francji: JJean-Baptiste Bernadotte, Joachim Murat, Nicolas Soult. Żołnierze pruscy wycofujący się po klęsce w bitwie pod Jeną-Auerstedt ponieśli drugą dotkliwą klęskę w Lubece próbując utrzymać to neutralne miasto i jego stary port położony około 50 kilometrów od Hamburga.
W bitwie tej do niewoli francuskiej dostał się także mały oddział szwedzki, który walczył w bitwie po stronie pruskiej. Jego oficerowie i żołnierze zostali z respektem potraktowani przez marszałka Bernadotte, co w rezultacie przyczyniło się do zaoferowania mu przez Szwecję korony, cztery lata po tej bitwie.

## Podłoże
Wraz z przyjętą jednogłośnie w 1803 roku decyzją rady cesarstwa niemieckiego o sekularyzacji i mediatyzacji (Reichsdeputationshauptschluss) Lubeka zachowała status wolnego miasta. W roku 1806, po upadku cesarstwa niemieckiego, miasto stało się na mocy prawa międzynarodowego niezależnym państwem niemieckim, które pozostawało neutralne w obliczu wojny Prus z Napoleonem.
Po październikowej klęsce, jaką zadał Napoleon w bitwie pod Jeną-Auerstedt, pruskie armie wycofywały się na wschodni brzeg Łaby maszerując na północny wschód celem osiągnięcia rzeki Odry. Dążąc do unicestwienia wrogich sił, Napoleon rozkazał swojej Wielkiej Armii rozpoczęcie pościgu. Duża część uciekających Prusaków schroniła się w fortecy Magdeburg, gdzie zostali otoczeni. Inna duża część pruskiej armii została dogoniona i zniszczona w bitwie pod Prenzlau, co zaowocowało serią kapitulacji pruskich oddziałów i fortec.
Kiedy dostęp do Odry został odcięty, Blücher zawrócił i skierował się na zachód. Pościg za nim pojęli marszałkowie Murat, Bernadotte i Soult. Po kilku odpartych atakach z tyłu żołnierze Blüchera wywalczyli sobie drogę do neutralnego miasta Lubeki, gdzie zajęli pozycje obronne.
W listopadzie 1806 roku neutralność Lubeki wykorzystał feldmarszałek pruski Gebhard Leberecht von Blücher, który nie będąc w stanie stawić czoła przeważającym wojskom napoleońskim pod dowództwem Jean-Baptiste’a Bernadotte, chciał zarekwirować znajdujące się w porcie statki i wyprawić choć część swojej armii do Prus Wschodnich lub Anglii. W razie niepowodzenia tego planu Blücher chciał zmusić Francuzów do długotrwałego oblężenia Lubeki. Wcześniej jednak do miasta wdarły się wojska szwedzkie, niszcząc bramy Mühlentor oraz Burgtor i zajmując statki w Lubece oraz w Travemünde. Blücher zmuszony był przygotować miasto do odparcia ataku wojsk napoleońskich.

## Bitwa
W nocy z 5 na 6 listopada armia francuska otoczyła miasto, przystępując o świcie do ataku. Główne walki toczyły się przed bramą Burgtor. Wbrew rozkazom Blüchera książę Fryderyk Wilhelm dowodzący obroną Burgtor wysłał swoje oddziały poza mury miasta, by ratować pozostające tam armaty. Wskutek czego brama Burgtor pozostawiona była bez żadnej obrony, a wojska Friedricha Wilhelma dostały się pod ostrzał własnej armii.. Błąd ten umożliwił Francuzom szybkie zdobycie miasta. Żołnierze marszałka Bernadotte przełamali północne linie obronne miasta i rozbili oddziały walczące z Muratem i Soultem. Blücher ledwo uciekł z miasta, choć większość jego podwładnych została pojmana, a ofiary były ogromne. Francuzi brutalnie splądrowali miasto w czasie i po walce. Następnego dnia Francuzi otoczyli ocalałych przy duńskiej granicy i zmusili ich do kapitulacji.